# José Ángel Ziganda
José Ángel Ziganda Lakunza, conosciuto anche come Cuco Ziganda (Larrainzar, 1º ottobre 1966), è un allenatore di calcio ed ex calciatore spagnolo di origini basche.

## Carriera

### Club
Cresce nelle giovanili dell'Osasuna, squadra con la quale debutta con la squadra riserve nella stagione 1985-1986. Dopo un paio di anni viene "promosso" alla prima squadra con cui debutta nella Primera División nel campionato 1987-1988. Per quattro stagioni veste la maglia della società di Pamplona collezionando 122 presenze.
Nell'estate 1991 passa all'Athletic Club, con cui milita sette stagioni e vestendone la maglia 291 volte (255 in campionato).
Nel 1998, chiuso dalla concorrenza di Ismael Urzaiz, ritorna all'Osasuna, con cui conquista una promozione nella Primera División e chiude la carriera da giocatore.

### Nazionale
Conta due presenze con la nazionale di calcio della Spagna: il suo debutto risale al 17 aprile 1991, in Spagna-Romania (0-2). Ha inoltre giocato anche 5 partite con la Selezione di calcio dei Paesi Baschi.

### Allenatore
Dopo aver cominciato la carriera da allenatore con la squadra riserve dell'Osasuna, passa alla prima squadra nella stagione 2006-07, con la quale conquista una storica semifinale di Coppa UEFA. All'inizio della sua terza stagione sulla panchina navarra, precisamente il 13 ottobre 2008, viene esonerato dopo le prime sei giornate.
Nel luglio 2009 diventa allenatore dello Xerez, neopromosso nella Primera División. Viene però esonerato agli inizi del 2010 dopo un inizio incerto di campionato.
Nel 2011 torna a Bilbao, dove allena la seconda squadra riserve dell'Athletic , il Bilbao Athletic, miltante in Segunda División B.

## Statistiche

### Allenatore

#### Club
Statistiche aggiornate al 20 maggio 2018.
| Stagione        | Squadra         | Campionato      | Campionato | Campionato | Campionato | Campionato | Coppe nazionali | Coppe nazionali | Coppe nazionali | Coppe nazionali | Coppe nazionali | Coppe continentali | Coppe continentali | Coppe continentali | Coppe continentali | Coppe continentali | Altre coppe | Altre coppe | Altre coppe | Altre coppe | Altre coppe | Totale | Totale | Totale | Totale | Vittorie % |
| Stagione        | Squadra         | Comp            | G          | V          | N          | P          | Comp            | G               | V               | N               | P               | Comp               | G                  | V                  | N                  | P                  | Comp        | G           | V           | N           | P           | G      | V      | N      | P      | %          |
| --------------- | --------------- | --------------- | ---------- | ---------- | ---------- | ---------- | --------------- | --------------- | --------------- | --------------- | --------------- | ------------------ | ------------------ | ------------------ | ------------------ | ------------------ | ----------- | ----------- | ----------- | ----------- | ----------- | ------ | ------ | ------ | ------ | ---------- |
| 2006-2007       | Osasuna         | PD              | 38         | 12         | 11         | 15         | CR              | 6               | 3               | 2               | 1               | UCL+CU             | 2+14               | 0+7                | 2+5                | 0+2                |             |             |             |             |             | 60     | 22     | 20     | 18     | 36,67      |
| 2007-2008       | Osasuna         | PD              | 38         | 12         | 7          | 19         | CR              | 2               | 1               | 0               | 1               |                    |                    |                    |                    |                    |             |             |             |             |             | 40     | 13     | 7      | 20     | 32,50      |
| ago.-ott.2008   | Osasuna         | PD              | 6          | 0          | 4          | 2          | CR              |                 |                 |                 |                 |                    |                    |                    |                    |                    |             |             |             |             |             | 6      | 0      | 4      | 2      | &0,00      |
| Totale Osasuna  | Totale Osasuna  | Totale Osasuna  | 82         | 24         | 22         | 36         |                 | 8               | 4               | 2               | 2               |                    | 16                 | 7                  | 7                  | 2                  |             |             |             |             |             | 106    | 35     | 31     | 40     | 33,02      |
| 2009-gen.2010   | Xerez           | PD              | 17         | 1          | 4          | 12         | CR              | 2               | 0               | 0               | 2               |                    |                    |                    |                    |                    |             |             |             |             |             | 19     | 1      | 4      | 14     | &5,26      |
| 2017-2018       | Athletic Bilbao | PD              | 38         | 11         | 12         | 15         | CR              | 2               | 0               | 1               | 1               | UEL                | 14                 | 7                  | 3                  | 4                  |             |             |             |             |             | 54     | 18     | 16     | 20     | 33,33      |
| Totale carriera | Totale carriera | Totale carriera | 137        | 36         | 38         | 63         |                 | 12              | 4               | 3               | 5               |                    | 30                 | 14                 | 10                 | 6                  |             |             |             |             |             | 179    | 54     | 51     | 74     | 30,17      |